# Dąb Chrobry w Białobrzegach
Dąb Chrobry – dąb szypułkowy rosnący w Białobrzegach (gmina Bodzanów, powiat płocki, woj. mazowieckie). Od 1974 roku ma status pomnika przyrody.

## Opis
Drzewo już z daleka imponuje swoimi rozmiarami. Jego ogromny pień z jednej strony wspiera się na stromym pagórku. Utrudnia to poprawne zmierzenie pnia. Według powiatowego rejestru pomników przyrody obwód wynosi 870 cm, zaś Centralny Rejestr Form Ochrony Przyrody podaje 955 cm. Jednak pomiar przeprowadzony w 2005 roku zgodnie z zasadami dendrometrii wynosi 741 cm.

### Wiek i rozmiary
Obwód pnia wynosi 741 cm, wysokość ponad 26 m, a szerokość korony ponad 21 m. Wiek dębu to około 400 lat (dane z roku 2014).

### Stan zdrowotny
Wydaje się, zwłaszcza od strony drogi, że dąb jest zdrowy. Po drugiej stronie jednak jest zupełnie wypróchniały i znajduje się tam dziupla tak obszerna, że dawniej urządzono w niej składzik na narzędzia ogrodnicze. Mimo wypróchnienia drzewo rośnie bardzo szybko, najlepszym na to dowodem jest butelka u podstawy wrośnięta w pień.

## Dojazd
Aby dotrzeć do Chrobrego, należy jechać drogą krajową nr 62 prowadzącą z Warszawy do Płocka. Mniej więcej w połowie drogi między Wyszogrodem a Płockiem, przy niepozornym drogowskazie z napisem Białobrzegi należy skręcić na południe, w wąską śródleśną drogę, która przechodzi w drogę gruntową. Po około 2 km po lewej stronie widać potężną koronę dębu.